# Laoang
Laoang é um município de  segunda classe de renda municipal (d) na província Samar do Norte, nas Filipinas. De acordo com o censo de 1 de maio  de  2020 possui uma população de 60 607 pessoas e 13 339 domicílios.